# Белль, Давид
Давид Белль (фр. David Belle; род. 29 апреля 1973, Фекан, Нормандия) — французский каскадёр и актёр. Основатель и лидер мирового паркур-движения.

## Биография
Родился 29 апреля 1973 года в департаменте Приморская Сена, в городе Фекан, в Нормандии. Родом из небогатой семьи, которая жила сначала в пригороде Парижа, потом в Фекане, а позже перебралась в Ле-Сабль-д’Олон, где Давид провел первые четырнадцать лет своей жизни. Воспитывался своим дедом Жильбером Киттеном, бывшим старшим сержантом, служившим в парижской пожарной службе. Под его влиянием у Давида появился интерес к физической активности и движению.
Отец Давида — Раймон Белль, служил солдатом во французской армии (в городе Далат во Вьетнаме) и работал в пожарной части. За хорошую физическую подготовку его называли «силой природы». Он был высококвалифицированным спасателем и оказал большое влияние на жизнь Давида.
Давид занимался лёгкой атлетикой, гимнастикой, скалолазанием и тхэквондо. Оставил школу в 15 лет, чтобы посвятить себя спорту.
В 15 лет переехал в Лисс, где познакомился со своими будущими сподвижниками («Ямакаси»). Во время службы получил сертификат оказания первой помощи. Повредил запястье, из-за чего временно был освобождён от службы в пожарной части. После восстановления от травмы не вернулся в пожарную часть. Давид хотел присоединиться к полку французской морской пехоты в городе Ванн. В это время он уже начал обретать популярность, и, среди прочих достижений, стал рекордсменом и чемпионом полка по подъёму на канате (так же, как когда-то его отец), получил свидетельство о чести за гимнастическую ловкость и был первым в чемпионате по преодолению полосы препятствий в городе Эсон.
Несмотря на все это, Давид чувствовал себя несколько ограниченным регламентированной жизнью в среде вооружённых сил. Его любовь к приключениям и желание свободы были слишком сильны: спорт и паркур («полоса препятствий») — вот то, что он по-настоящему любил. Нет нужды говорить, что все те должности, которые он занимал (складской рабочий, охранник или продавец мебели) не удовлетворяли его. Он решил уехать в Индию, чтобы получить чёрный пояс.
Понятны и трудности, с которыми столкнулся молодой спортсмен. Пытаясь найти свой собственный путь в жизни и при этом находясь под влиянием захватившего его увлечения, он видел, что паркур, как самостоятельная дисциплина, ещё не имеет права на существование, присутствуя в том или ином виде в различных видах спорта и тренировочных программах.
Большое влияние на формирование паркура как стиля оказал отец Давида. Будучи молодым солдатом, во время службы во Вьетнаме он почерпнул много полезных навыков: концентрация внимания и физических возможностей, преодоление препятствий, ловкость и изобретательность, и вынес из службы своеобразную идею возможности неограниченного перемещения в пространстве, которую впоследствии его сын воплотил в ставшем популярным виде спорта.
Давид Белль снял несколько сопровождаемых музыкой видеоклипов, демонстрирующих его необычные возможности. Именно эти ролики и стали первыми основополагающими видео мирового паркура. Их можно было использовать в различных областях: как в музыкальных клипах, так и в рекламе, боевиках, всяческих шоу и так далее. Если бы Давид продолжал только снимать, то, возможно, мог бы продвинуться намного глубже в мир шоу-бизнеса, где у него появилось бы сразу множество перспектив, и где его творческий потенциал мог бы быть полностью реализован. Через некоторое время, в мае 1997 года, один из роликов Белля попал к членам команды телеканала Stade2 (Francis Marroto, Pierre Sleed and Pierre Salviac) и настолько впечатлили их, что вскоре было принято решение снять о Давиде небольшой видеофильм. С этого момента к нему приходит популярность.
Задача, стоявшая перед Беллем, была проста: посредством паркура, силы воли и усилия, добиться своей цели. Давид связан с различными группами: «The speed — air men», «Catmen», «La Reluve» и особенно с «Les traceurs»; слово «traceur» с этого момента входит в обиход как определение для тех, кто занимается паркуром.
Белль решил попробовать себя в кино. Начинающий актёр встретился с Юбером Кунде (сыгравшим одну из главных ролей в фильме «Ненависть» режиссёра М. Кассовица). Юбер приобщил Давида к искусству театра и помог ему сделать первые шаги в мире кинематографа. Давиду нужно было ещё много работать над собой, и он продолжал обучаться и самосовершенствоваться и вовремя открыл для себя мир актёрского искусства. Сначала он снимался в некоторых промоушенах (Тины Тёрнер, Iam and Menelik и др.). Позже Белль появился в некоторых телевизионных фильмах и короткометражках, таких как фильм режиссёра Hugues de Logardieres «Les gens du voyages» и «Un monde meilleur», снятого Igor Pejic.
Популярность Давида растет, и вскоре он снимается в фильме режиссёра Franck Nicotra «L' Engrenages» и фильме Брайана Де Пальма «Роковая женщина».
После того, как Давид появился в рекламе для канала BBC, в рекламе «Nissan» и «Nike», у него наконец-то появился шанс проявить себя: сыграть вместе с Сирилом Раффаелли в культовом французском боевике Люка Бессона «13-й район», что принесло ему уже мировую известность.
Белль является прототипом внешности для Хакона из игры Dying Light 2 Stay Human, разработанной Techland.
В настоящее время Давид Белль проводит своё мировое турне с ассоциацией, им созданной — «PAWA» (Parkour Worldwide Association) и командой трейсеров, которую он сформировал. Также он занимается продажей собственной линии одежды Take Flight.
У Давида трое сыновей: Себастьен (род. 2005), Бенжамен (род. 2009) и Исайя (род. 18.12.2012).
В 2018 году женился на Джози Маран, американской актрисе, сыгравшей одну из невест по имени Маришка графа Дракулы в фильме «Ван Хельсинг» в 2004 году.

## Фильмы
- 2000 — Дураки / Cons (оператор)
- 2001 — Шестерёнка / L’engrenage
- 2002 — Роковая женщина / Femme Fatale
- 2002 — Божественное вмешательство / Yadon ilaheyya
- 2004 — 13-й район / Banlieue 13 / — Лейто
- 2006 — Лучший мир / Un monde meilleur (короткометражка)
- 2008 — Вавилон нашей эры / Babylon A.D. /
- 2009 — 13-й район: Ультиматум / Banlieue 13 Ultimatum / — Лейто
- 2013 — Малавита / The Family / — Меззо
- 2014 — 13-й район: Кирпичные особняки / Brick Mansions / — Лино Дюппре
- 2020 — Город мошенников

## Видеоигры
- Dying Light — Захват движений
- Dying Light 2 — Хакон (Голос, внешность и захват движений)